# Fuad Aslanov
Fuad Aslanov, azerbajdžanski boksar, *28. junij 1976, Sumgait. 
Aslanov je na Poletnih olimpijskih igrah 2004 v Atenah v mušji kategoriji boksa (do 51 kg) osvojil bronasto medaljo.